# Ceará-Mirim

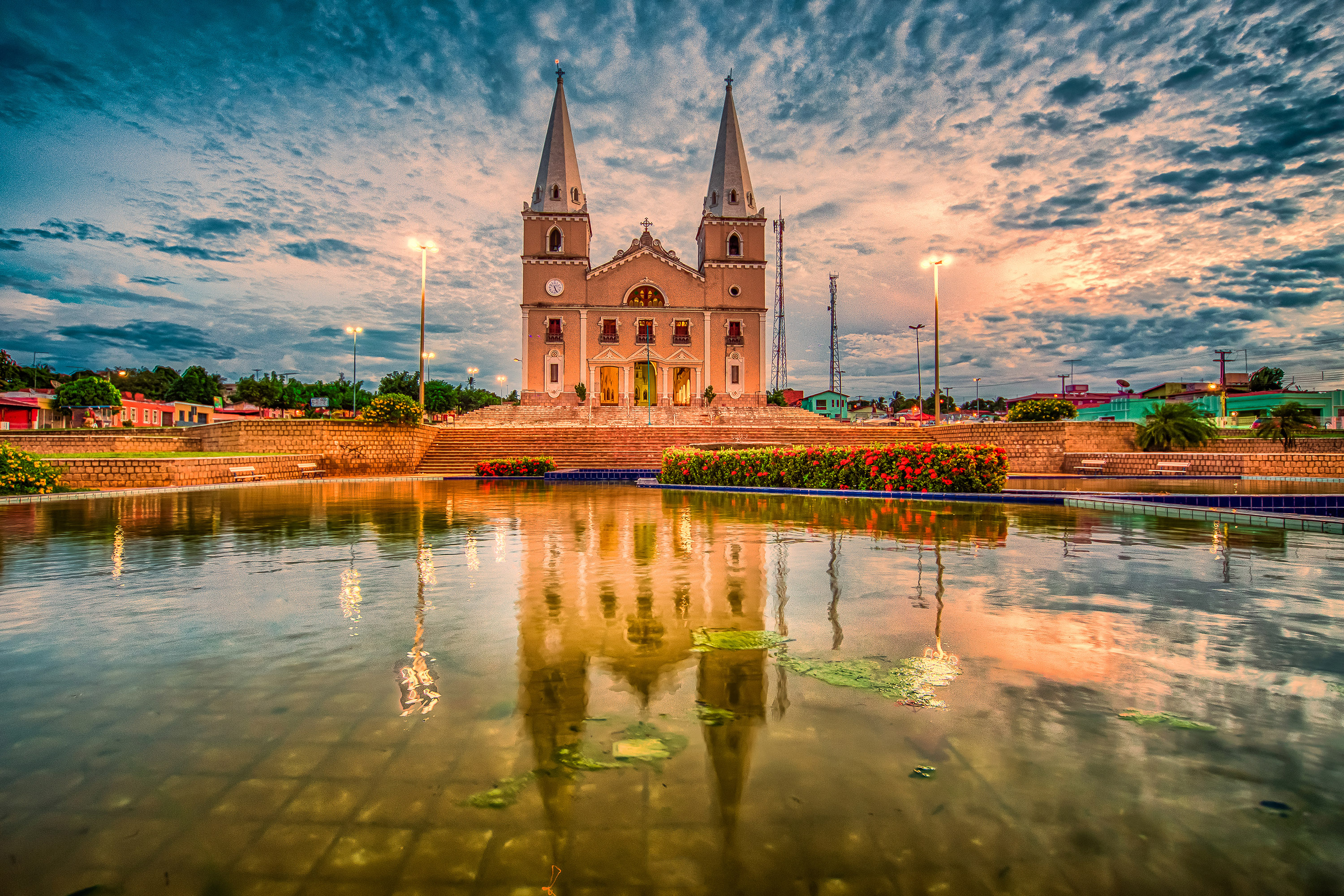
Église mère de Ceará Mirim

Ceará-Mirim est une ville brésilienne de l'État du Rio Grande do Norte. Sa population était estimée à 70 012 habitants en 2006. La municipalité s'étend sur 740 km2.

## Maires
| Période | Période | Identité        | Étiquette | Qualité |
| ------- | ------- | --------------- | --------- | ------- |
| 2009    | 2012    | Antônio Peixoto | PR        |         |